# The Quilt
Albums de Gym Class Heroes
As Cruel as School Children
(2006) The Papercut Chronicles II
(2011)
Singles
1. Peace Sign/Index Down
Sortie : 8 juillet 2008
2. Cookie Jar
Sortie : 8 juillet 2008
3. Guilty as Charged
Sortie : 1er décembre 2008

The Quilt est le troisième album studio des Gym Class Heroes, sorti le 9 septembre 2008.
L'album s'est classé 14e au Billboard 200 et au Top Internet Albums.

## Liste des titres
| No  | Titre                                                                      | Auteur                                                | Contient un (des) sample(s) de    | Durée |
| --- | -------------------------------------------------------------------------- | ----------------------------------------------------- | --------------------------------- | ----- |
| 1.  | Guilty as Charged (featuring Estelle – Produit par Patrick Stump)          | Gym Class Heroes, Patrick Stump                       |                                   | 4:00  |
| 2.  | Drnk Txt Rmeo (Produit par Patrick Stump)                                  | Gym Class Heroes, Patrick Stump                       |                                   | 3:24  |
| 3.  | Peace Sign/Index Down (featuring Busta Rhymes – Produit par Cool & Dre)    | Gym Class Heroes, Patrick Stump                       |                                   | 4:03  |
| 4.  | Like Father, Like Son (Papa's Song) (Produit par Patrick Stump)            | Gym Class Heroes, Patrick Stump, H. Nilsson           |                                   | 4:16  |
| 5.  | Blinded by the Sun (Produit par Patrick Stump)                             | Gym Class Heroes, Patrick Stump, K. Brereton, C. Hart | Sunglasses at Night de Corey Hart | 3:00  |
| 6.  | Catch Me If You Can (Produit par Patrick Stump)                            | Gym Class Heroes, Patrick Stump, P. Wentz             |                                   | 5:07  |
| 7.  | Cookie Jar (featuring The-Dream – Produit par The-Dream)                   | Gym Class Heroes, The-Dream, T-Pain, C. Stewart       |                                   | 3:36  |
| 8.  | Live a Little (Produit par Patrick Stump)                                  | Gym Class Heroes                                      |                                   | 3:43  |
| 9.  | Don't Tell Me It's Over (Produit par Cool & Dre)                           | Gym Class Heroes, A. Lyon, M. Valenzano, E. Montilla  |                                   | 4:11  |
| 10. | Live Forever (Fly With Me) (featuring Daryl Hall – Produit par Cool & Dre) | Gym Class Heroes, A. Lyon, M. Valenzano, E. Montilla  |                                   | 7:08  |
| 11. | Kissin' Ears (featuring The-Dream – Produit par The-Dream)                 | Gym Class Heroes. The-Dream, C. Stewart               |                                   | 3:42  |
| 12. | Home (Produit par Cool & Dre)                                              | Gym Class Heroes, A. Lyon, M. Valenzano, E. Montilla  |                                   | 5:09  |
| 13. | No Place to Run (Produit par Patrick Stump)                                | Gym Class Heroes                                      |                                   | 3:45  |
| 14. | Coming Clean                                                               | Gym Class Heroes, A. Gordon, J. Campbell              |                                   | 3:00  |